# Двадцать шесть дней из жизни Достоевского
«Двадцать шесть дней из жизни Достоевского» — советская биографическая драма режиссёра Александра Зархи (1980).

## Сюжет
Октябрь 1866 года. В жизни писателя Достоевского — похороны жены, затем брата, долги и неустроенная личная жизнь. Подписан кабальный договор с издателем Стелловским, по которому в короткий срок необходимо предоставить рукопись нового романа. По совету друзей Достоевский воспользовался услугами стенографистки, одной из лучших слушательниц курсов Ольхина. За то малое время, которое оставалось для работы, был закончен роман «Игрок». Чувство, возникшее между писателем и его помощницей, переросло в любовь. Анна Григорьевна становится его женой и верным другом.

## В ролях
- Евгения Симонова — Анна Григорьевна Сниткина
- Анатолий Солоницын — Фёдор Михайлович Достоевский
- Эва Шикульская — Аполлинария Суслова
- Евгений Дворжецкий — Паша Исаев, пасынок Достоевского
- Николай Денисов — Миша, жених Анны Григорьевны
- Юрий Катин-Ярцев — служащий издателя Стелловского
- Юрий Медведев — Урлов Второй, судебный пристав
- Вадим Александров — оценщик
- Татьяна Бабанина — Федосия, служанка Достоевского
- Елена Кононенко — Анна Николаевна
- Юрий Комаров — столоначальник
- Олег Чайка — Копытин, студент
- Владимир Пицек — эпизод
- Юрий Родионов — священник

Роль Достоевского в фильме должен был играть Олег Борисов, однако он ушёл с главной роли кинокартины во время съёмочного периода, поскольку радикально разошёлся в трактовке образа писателя с режиссёром Зархи.

## Съёмочная группа
- Сценаристы — Владимир Вайншток (Владимиров) и Павел Финн
- Режиссёр-постановщик — Александр Зархи
- Оператор-постановщик — Владимир Климов
- Композитор — Ираклий Габели
- Монтажёр — Нина Васильева

## Награды
- «Серебряный медведь» Берлинского кинофестиваля (1981). Анатолий Солоницын — номинация «Лучший актёр»